# افتراض مسبق
الافتراض المسبق هو افتراض ضمني عن العالم أو خلفية عقائدية مرتبطة بقول معين لا يشكك في صحته في الحوار، وأمثلة على الافتراض المسبق:
- القول في الحوار: محمد توقف عن كتابة الروايات.
  - الافتراض: محمد كان يكتب الروايات في الماضي.

- القول في الحوار: هل توقفت عن أكل اللحوم؟
  - الافتراض: قمت بأكل اللحم مسبقاً.

- القول في الحوار: هل حادثتِ مريم؟
  - الافتراض: مريم كائن موجود.

الافتراض المسبق يجب أن يكون معروفًا أو مفترضًا للمتحدث والمخاطب ليعتبر الكلام مقبولًا في نص الحوار. في الغالب يظل الافتراض مهماً سواءً كان الكلام في صيغة السؤال، الإنكار أو التوكيد، وكذلك من الممكن ربطه بكلمة معينة أو صيغة لفظية (محفز للافتراض المسبق) في الحوار.
نفي عبارة معينة لا يغير افتراضاتها المسبقة. كمثال: أريد أن أفعل ذلك مجدداً، ولا أريد أن أفعل ذلك مجدداً. كلتا العبارتين تفيدان (الافتراض المسبق) أن الفعل قد حصل مسبقاً أو تم فعله. كذلك قول: زوجتي حامل، وزوجتي ليست حاملاً تفيدان (الافتراض المسبق) بأن المتحدث له زوجة. في هذا المنطلق نستطيع التفريق بين الافتراضات المسبقة والإيحاءات اللفظية والاستنتاجات. على سبيل المثال: لقد تم اغتيال الرئيس. مثال على الاستنتاج: الرئيس ميت، وطريقة بسيطة للتفريق بين الاستنتاج والافتراض المسبق هي إذا تم نفي العبارة الافتراض المسبق يظل صحيحا، بينما الاستنتاجات لا تظل صحيحة بالضرورة.

## نفي الجملة التي تحتوي على افتراض مسبق
إذا كانت افتراضات الجملة غير متناسقة مع الهيئة الحقيقية للواقع فيمكن اتباع أحد النهجين، انطلاقاً من الجملتين: زوجتي حامل، وزوجتي ليست حاملًا. في الحالة التي يكون فيها المتحدث أعزب، فلدينا خيارات
أولاً: الجملة ونقيضها خاطئتان؛ أو
ثانياً: حسب منهج ستروسون فإن الجملتين (زوجتي حامل وزوجتي ليست حاملًا) تستعملان افتراضاً خاطئاً، فلا يمكن ربطهن بمفهوم حقيقيّ.
برتراند راسل حاول فضّ هذه الإشكالية باستنتاجين للجملة المنفيّة:
أولاً: يوجد شخص بعينه التي هي زوجتي، والتي هي ليست حاملا.
ثانياً: لا يوجد شخص بعينه التي هي زوجتي، والتي هي حامل.
بالنسبة إلى التركيب الأول زوجتي، يستطيع برتراند راسل أن يدّعي أنها خاطئة، أمّا الثانية “زوجتي حامل” فيمكن أن يعتبرها صحيحة.

## التنبؤ بالافتراضات المسبقة
قد يكون الافتراض المسبق لجزءٍ من تعبير ما هو أيضًا افتراض مسبق للتعبير بالكامل، وأحيانًا لا يكون كذلك. على سبيل المثال، العبارة زوجتي تؤدي إلى افتراض مسبق بأن لدي زوجة.
الجملة الأولى أدناه تحمل هذا الافتراض المسبق، على الرغم من أن العبارة بداخل جملة مضمنة، ولكن الجملة الثانية لا تحمل افتراضًا مسبقًا. قد يكون جون مخطئًا بشأن اعتقاده بأن لديّ زوجة، أو ربما يحاول عن عمد تضليل مستمعيه، وهذا له تأثير على معنى الجملة الثانية، ولكن ربما بشكل مفاجئ لا يؤثر على الجملة الأولى.
1.  يعتقد جون بأن زوجتي جميلة.
2.  قال جون أن زوجتي جميلة.
وبالتالي، يبدو أن هذه خاصية للأفعال الرئيسية للجمل، يعتقد ويقول. بعد العمل الذي قام به لوري كارتونين، الأفعال التي تسمح للافتراضات المسبقة في جزء من الكلام بأن تكون افتراضات مسبقة للجملة بأكملها تسمى الثقوب، والأفعال التي لا تسمح بذلك تسمى المقابس. بعض البيئات اللغوية تكون وسيطة بين المقابس والثقوب: فبعضها تمنع بعض الافتراضات المسبقة وتسمح بأخرى، وتسمى هذه المرشحات. مثال على هذه البيئة اللغوية هي الشرطية الإرشادية. الجملة الشرطية تحتوي على السابقة والنتيجة. السابقة هي الجزء الذي تسبقه كلمة «إذا»، والنتيجة هي الجزء الذي يسبقه «ثم». إذا احتوت النتيجة على مؤشر لافتراض مسبق، وتم ذكر الافتراض المسبق الذي تم التأشير عليه بشكل صريح في سابقة الشرط فسيتم منع الافتراض المسبق. خلاف ذلك، يُسمح بإبراز الشرط بالكامل. ومثال على ذلك:
- إذا كان لدي زوجة، فزوجتي شقراء.

هنا يتم منع الافتراض المسبق الناجم عن تعبير زوجتي (عندي زوجة)، لأنه مذكور في سابقة الشرط: هذه الجملة لا تعني أن لدي زوجة. في المثال التالي، لم يتم ذكر ذلك في السابقة، لذلك يُسمح بإبراز الافتراض وهو أن لدي زوجة.
- إذا كانت الساعة الرابعة صباحًا، فمن المحتمل أن زوجتي غاضبة.

وبالتالي، فإن الجمل الشرطية تعمل كمرشحات للافتراضات المسبقة التي يتم افتراضها بواسطة التعبيرات الناتجة عنها.
يخصص قدر كبير من العمل الحالي في علم الدلالات والبراغماتية لفهم سليم لمتى وكيف يتم افتراض الافتراضات.

## محفزات الافتراض المسبق
محفزات الافتراض المسبق هي تراكيب لغوية مسؤولة عن استنتاج المستمع للافتراض المسبق. في ما يلي بعض الأمثلة لبعض محفزات الافتراضات الضمنية على نهج ما ورد في كتاب ستيفن ليفينسون عن التداوليات.

### الوصوف الحاسمة
هي عبارات وصفية تبدأ ب ال التعريف. يعتبر الوصف ملائماً عندما تشير العبارة إلى شيء واحد فقط. ويعتبر الوصف غير ملائم إذا كان الوصف منطبقاً على أكثر من موصوف. كأن يقال: المدير من أبو ظبي، أو إذا كان الوصف لا ينطبق على أي أحد على الإطلاق. كأن يقال: الملك الفرنسي (فرنسا لا ملك لها). في الحديث التقليدي الوصوف الحاسمة بدون إدراك يفترض سامعها بأنها حاسمة. وبناءً على ذلك مثل هذه العبارات تبني على الافتراض المسبق بأن الموصوف متفرد بالوصف وموجود.
- رأى محمد الرجل ذو الرأسين.

» هناك رجل ذو رأسين.

### الأفعال الواقعية
هي الأفعال التي تؤكد حقيقة الجملة اللاحقة. على سبيل المثال:
- عائشة نادمة على شرب عصير أخيها.

» شربت عائشة عصير شقيقها.
- كان الطالب على دراية بأن الأستاذ متواجد.

» الأستاذ كان حقيقة متواجداً.
- أدرك أحمد أنه مديون.

» أحمد كان في الحقيقة في ديون.
- لقد كان غريبًا مقدار الفخر الذي أحس به.

» كان فعلاً فخورًا.
بعض العوامل الواقعية الأخرى: يعلم؛ يتأسف؛ يفتخر؛ لا يبالي؛ فرح ب؛ حزن ل.

### الأفعال الضمنية
- تمكن أحمد من فتح الباب.

» حاول أحمد فتح الباب.
- نسي أحمد قفل الباب.

  » يجب أن يكون أحمد قد أغلق الباب، أو كان ينوي قفل الباب.   

### تغيير الحالة أو استمرار أفعال الحالة
مع هذه المحفزات، يُعتبر الموقف الحالي معلومات مفترضة ومفهومة.
- توقف جون عن إغاظة زوجته.

» كان جون يضايق زوجته.
- بدأت جوان إغاظة زوجها.

» لم تكن جوان تضايق زوجها.
مزيد من التغيير في الأفعال: بدأ؛ أنهى؛ استمر في؛ انقطع؛ أخذ (كما في: X أخذت Y من Y « Z كانت في/ مع Z)؛ غادر؛ دخل؛ أتى؛ ذهب؛ وصل؛ إلخ.

### المتكررات
هذا النوع من المحفزات يبني على الافتراض المسبق بأن الفعل قد وقع من قبل.
- لقد عاد الطاعون إلى المدينة.

» الطاعون أصاب المدينة مسبقا.
- لا يمكنك أن تطلب إجازات مرضية بعد اليوم.

» كان بإمكانك طلب اجازة مرضية.
- عاد صالح إلى الإمارات.

» صالح كان في الإمارات مسبقاُ.

### الجمل الزمنية
يعتبر عادةً الموقف الموضح في الجملة التي تبدأ بجملة زمنية معلومة أساسية.
- قبل ولادة ستروسون، لاحظ فريج افتراضات مسبقة.

» ولد ستروسون.
- بينما كان تشومسكي يُحدث ثورة في اللغويات، كان بقية العلوم الاجتماعية نائماً.

» كان تشومسكي يحدث ثورة في اللغويات.
- منذ وفاة تشرشل، خسرنا قائدًا.

» توفي تشرشل.
المزيد من الكلمات التي تبني جمل زمنية: بعد؛ أثناء؛ حينما.

### الجمل النصفية
تركيب هذا النوع من الجمل يركز على جزء من الحدث ويعتمد على أن يكون الجزء المتبقي من الجملة معلومات يعرفها المخاطب مسبقاً. هذا النوع من الجمل عادة لا يخاطب به الغرباء بل لأشخاص على دراية شخصية بحالة أو حادثة معينة.
- سندريلا هي الفتاة الجميلة التي تزوجها تشارلي.

» تشارلي تزوج فتاة جميلة
- الشيء الذي فقده خالد كان محفظته.

» خالد فقد شيءً.

### المقارنات والتناقضات
قد تتواجد المقارنات والتناقضات على هيئة توكيد، أو بواسطة أداة مثل «أيضًا»، أو عن طريق إنشاء مقارنة.
- وصفت ماريان أدولف بأنه متعصب وطني ذكر، ثم أهانها.

» بالنسبة لماريان أن تسمي أدولف متعصب وطني ذكر ستكون إهانة بالنسبة له.
- كارول هي عالمة لغوية أفضل من باربرا.

» باربرا أيضا عالمة لغوية.

### الشرطيات المعاكسة
الشرطية المعاكسة هي عبارة دلالتها أن الفعل لم يقع. هي لا تنفي الفعل ولكن تدل على عدم وقوعه وتوضح النتيجة المعاكسة المترتبة على عدم وقوع الفعل. على الرغم من عدم نفي الفعل يستنتج السامع بأن الفعل لم يقع. كأن يقول أحدهم: 
- لو أننا زرعنا شجرة هنا قبل عام، لما كانت هذه الأرض قاحلة اليوم.

» لم نزرع شجرة هنا قبل عام.

### الأسئلة
الأسئلة غالباً ما تفترض الجزء الذي يحمل الدلالة الأكثر على المعنى، لكن صيغة الاستفهام قد تطرح افتراضات أكثر.
هناك ثلاثة أنواع مختلفة من الأسئلة: أسئلة جوابها نعم أو لا، أسئلة بديلة، وأسئلة استفهام.
- هل هناك أستاذ في اللغويات في معهد ماساتشوستس للتكنولوجيا؟

» الافتراضات: إما أن يوجد هناك أستاذ للغويات في معهد ماساتشوستس للتكنولوجيا أو لا يوجد.
- هل نيوكاسل في إنجلترا أم في أستراليا؟

» الافتراضات: نيوكاسل في إنجلترا أو نيوكاسل في أستراليا.
- من هو أستاذ اللغويات في معهد ماساتشوستس للتكنولوجيا؟

» الافتراضات: شخص ما هو أستاذ اللغويات في معهد ماساتشوستس للتكنولوجيا.

### صيغة التملك
- أبناء عبد الله أذكياء.

» عبد الله لديه أطفال.